# Windows Essentials
A Windows Essentials (korábbi nevén Windows live Essentials és Windows Live Installer) egy ingyenes alkalmazásgyűjtemény a Microsoft-tól. Ezzel a programcsomaggal még több művelet végezhető el a Windows rendszerben, például fényképeket szerkeszthetünk, filmeket készíthetünk, azonnali üzeneteket vagy e-maileket küldhetünk és kezelhetjük közösségi hálózatainkat.

## Alkalmazások
A Windows Essentials lehetővé teszi a felhasználók számára, hogy kiválasszák, melyik Windows Essentials alkalmazást szeretnék telepíteni az alábbiak közül:
- Windows Live Családbiztonság
- Windows Live Mail
- Windows Live Mesh
- Windows Live Messenger
- Windows Live Messenger Kísérő
- Windows Live Movie Maker
- Windows Live Fotótár
- Windows Live Writer

Ezen kívül a következő alkalmazások állnak még rendelkezésre a programcsomagban:
- Bing eszköztár
- Microsoft Office Outlook Connector
- Microsoft Silverlight

A Windows Live Essentials alkalmazásokat telepíteni lehet Windows Vista SP2-re (32 bites vagy 64 bites változat), a Windows 7-re (32 bites vagy 64 bites változat) vagy Windows Server 2008-ra vagy Windows 8-ra (32 bites vagy 64 bites változat).

## Rendszerkövetelmények
- Operációs rendszer: A Windows 7 32 vagy 64 bites verziója, a Windows 8 32 vagy 64 bites verziója vagy a Windows Server 2008 R2.
- Processzor: 1,6 GHz-es vagy gyorsabb processzor, SSE2 támogatással. Az SSE2 utasításkészletet a Pentium 4 processzorok és újabb változataik, illetve az AMD K8 processzorok és újabb változataik támogatják.
- Memória: Legalább 1 GB RAM
- Felbontás: Legalább 1024 × 576
- Internetkapcsolat: Az online szolgáltatásokhoz telefonos vagy széles sávú internet-hozzáférésre van szükség (külön érhető el – a szolgáltató helyi vagy távolsági díjat számíthat fel). Egyes szolgáltatások igénybevételéhez széles sávú internet-hozzáférés ajánlott.
- Videókártya: A Windows Live Movie Maker a DirectX 9.0c vagy újabb verziót és a Shader Model 2 vagy újabb verziót támogató grafikus kártyát igényel.